# Francisco Ruiz Beltrán
Francisco Ruiz Beltrán (Alicante, España, 27 de febrero de 1991), más conocido como Fran Beltrán, es un entrenador de fútbol español que actualmente entrena a la Asociación Deportiva Mérida.

## Trayectoria
Es un entrenador que comenzó su trayectoria en los banquillos con apenas 17 años en la Sociedad Cultural Deportiva Carolinas de Alicante. Más tarde, pasó por el CD Barrio Obrero, conjunto con el que logró el primer ascenso de la historia del club a Primera Preferente Infantil. 
En 2011, ingresó en las categorías inferiores del Elche CF para dirigir en el fútbol base, hasta que en la siguiente temporada, se hiciera cargo del Kelme Club de Fútbol, al que dirigió durante 5 temporadas a su juvenil "A" en División de Honor Juvenil. 
En la temporada 2017-18, firma como entrenador del juvenil "A" de la Cultural Leonesa.
En julio de 2018, firma como entrenador del juvenil "A" del UCAM Murcia CF en División de Honor Juvenil, al que dirige hasta el 13 de diciembre de 2018, cargo que abandona para convertirse en segundo entrenador de Rubén de la Barrera en el Al-Ahli SC de Catar.
En el conjunto catarí trabajaría durante un año, finalizando su contrato en noviembre de 2019.
El 7 de agosto de 2020, firma como entrenador de tácticas de Rubén de la Barrera en el FC Viitorul de Rumanía, en el que trabaja durante apenas 3 meses.
En la temporada 2021-22, se hace cargo del Real Madrid Club de Fútbol Juvenil "B" de Liga Nacional Juvenil, con el que conquista dos ligas consecutivas.
El 6 de julio de 2023, firma como entrenador del Marbella Fútbol Club de la Segunda RFEF.

## Clubes
| Club                             | País    | Año       |
| -------------------------------- | ------- | --------- |
| Elche CF Fútbol Base             | España  | 2011-2012 |
| Kelme Club de Fútbol Juvenil "A" | España  | 2012-2017 |
| Cultural Leonesa Juvenil "A"     | España  | 2017-2018 |
| UCAM Murcia CF Juvenil "A"       | España  | 2018      |
| Al-Ahli SC (segundo entrenador)  | Catar   | 2018-2019 |
| FC Viitorul (segundo entrenador) | Rumania | 2020      |
| Real Madrid Juvenil "B"          | España  | 2021-2023 |
| Marbella FC                      | España  | 2023-2025 |
| AD Mérida                        | España  | 2025-     |